# بازدوکسیفن
بازدوکسیفن (انگلیسی: Bazedoxifene) دارویی برای مشکلات استخوانی و احتمالاً (در انتظار مطالعه بیشتر) برای سرطان است. این دارو یک تعدیل کننده گیرنده استروژن انتخابی (SERM) نسل سوم است. این دارو به عنوان بخشی از داروی ترکیبی Duavee در پیشگیری (نه درمان) پوکی استخوان پس از یائسگی، تأییدیه FDA را دریافت کرده است. همچنین برای درمان احتمالی سرطان سینه و سرطان پانکراس در حال مطالعه است.

## کاربرد پزشکی
بازدوکسیفن در پیشگیری از پوکی استخوان پس از یائسگی استفاده می‌شود.
بازدوکسیفن هم به تنهایی و هم در ترکیب با استروژن های کونژوگه به بازار عرضه می‌شود.

## فارماکولوژی
بازدوکسیفن یک تعدیل کننده انتخابی گیرنده استروژن (SERM) یا یک آگونیست و آنتاگونیست گیرنده استروژن (ER) در بافت‌های گوناگون است.